# 基希莱劳
基希莱劳（德語：Kirchleerau）是瑞士阿尔高州的一个市镇。该市镇总面积为4.36平方千米，截至2018年12月31日总人口为863人。